# Carlos María de la Torre y Navacerrada
Carlos María de la Torre y Navacerrada (Sevilla, 1809-Madrid, 8 de diciembre de 1879) fue un militar español, notorio por su mando en la Capitanía General de las Filipinas (1869-1871), donde trató de introducir las reformas liberales surgidas de la Gloriosa, la revolución que derrocó la monarquía isabelina. Por ello siempre se le ha considerado como el gobernador español más querido por los filipinos.

## Biografía
Nació el 25 de julio de 1809 en Sevilla y fue diputado en varias ocasiones, entre ellas en las Cortes de 1854. Exiliado tras el golpe de Estado de 1856 y vuelto a su patria, emigró después a París tras las revueltas de junio de 1866, en que fue condenado a muerte.

De la Torre, ya con el rango militar de teniente general, participó activamente en la Revolución Gloriosa que derrocó a Isabel II e implantó en España un régimen monárquico democrático, siendo enviado a las Filipinas por el gobierno provisional del general Serrano. Nada más asumir la gobernación de las islas (junio de 1869), De la Torre mostró su disposición a aplicar con prontitud los derechos y libertades contemplados en la nueva Constitución española, así como un talante más receptivo hacia las demandas de la clase ilustrada filipina, aunque por otra parte se mostró inflexible ante cualquier iniciativa que se acercase al ideal del independentismo. Sus primeras medidas de gobierno se centraron en la erradicación de la corrupción en el seno de la Administración y el estamento eclesiástico; así, con el fin de mejorar la situación del clero secular nativo, dictó varias medidas para restringir los abusos de los regulares españoles, uno de los problemas más graves de la sociedad filipina.

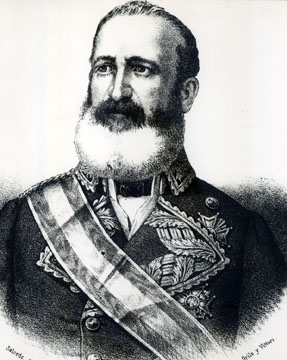
Retrato de Carlos María de la Torre

Mayor importancia tuvo si cabe la reforma para la secularización de las instituciones de enseñanza mediante los decretos de noviembre de 1870, una empresa que sin embargo topó con tantas resistencias entre las influyentes órdenes de frailes de las islas que De la Torre no pudo finalmente llevarla a la práctica. Durante su mandato también se creó en Madrid el Consejo de Filipinas, institución asesora formada por antiguos funcionarios de la colonia, y se reformó la composición de la Real Audiencia de Manila -mediante decreto de 25 de octubre de 1870-. De la Torre organizó además la Guardia Civil, integrada por cuatro mil nativos filipinos al mando de oficiales españoles, y planteó la liberalización del monopolio del tabaco, aunque esta última reforma tampoco llegó a realizarse por la oposición de los fuertes intereses económicos implicados.
A su vez, siempre manifestó su apoyo a que las Filipinas fuesen considerada una provincia más de España, con todos los derechos y deberes inherentes a tal situación, a la que habría que atribuir un mayor autogobierno local debido a la lejanía geográfica existente entre España y las Filipinas, una posición compartida con la clase ilustrada filipina.
Pese a su talante liberal, Carlos De la Torre tuvo que dar marcha atrás en lo que respecta a la concesión de derechos políticos al pueblo filipino, temiendo que se extendiera al archipiélago la fuerte agitación que se estaba viviendo en la península ibérica y sobre todo teniendo en cuenta el ejemplo cubano. Así, y en contra de lo proclamado por el gobierno español, este gobernador se justificó en que “sería casi criminal implantar los principios de la revolución [...] porque los filipinos ni entienden ni quieren saber nada de libertades políticas”. Con la llegada de Amadeo de Saboya al entonces vacante trono español fue relevado del cargo, siendo sustituido por Rafael de Izquierdo (4 de abril de 1871), que en cuanto llegó comenzó a derogar las medidas liberales que De la Torre había logrado introducir en el archipiélago. Falleció el 8 de diciembre de 1879 en Madrid.
| Predecesor: Manuel Maldonado | Gobernador de Filipinas 1869-1871 | Sucesor: Rafael Izquierdo Gutiérrez |